# Хоханаберд
Хоханаберд (арм. Խոխանաբերդ, азерб. Xoxanabert, Xanabert qalası) также известный как Дворец Гасана-Джалал Дола (арм. Հասան Ջալալ Դոլայի դղյակ) или Тарханаберд (арм. Թարխանաբերդ), — княжеский дворец правителей Хачена близ села Ванклу на горе Тарханасар напротив Гандзасарского монастыря. Расположен в Агдеринском районе Азербайджана.

## Исторический очерк
По словам С. Тихвинского, в крепости Хоханаберд армянский князь Гасан-Джалал оказал монголам ожесточенное сопротивление.

## Описание
Осмотр дворца показывает, что крепость Хоханаберд и княжеский дворец, а также раскинутые вокруг них многочисленные светские и культовые постройки представляют собой части большого средневекового крепостного поселения, подобно разнообразным памятникам крепостных поселений Шикакар-Дашбашы, Ктиш-Туг и Шушикенд-Сигнах-Шуша.
Княжеский дворец Хачена — был одним из самых передовых дворцов края Восточной Армении. Являясь примером, достойным подражания, Хаченский дворец стал прототипом для дворцовых сооружений, созданных в Арцахе в последующие века. Об этом свидетельствуют однотипные памятники (дворцы меликов), возведенные в области в эпоху позднего средневековья.
Хаченский дворец, построенный в XIII в., дошел до нас в очень плохом состоянии. От некогда благоустроенного крепостного дворца сохранились лишь остатки башен, стен, напоминающие лишь общие очертания большого дворца. Стены дворца толщиной 1.6-1.8 м сложены из неотесанного камня, как и стены четырех угловых башен.
Исследователь М. Бархударянц видел дворец в XIX веке в несравненно лучшем состоянии. Он писал:
Это просторное сооружение, которое состояло из многочисленных комнат, примыкающих к крепостной стене и возведенных из камней на известковом растворе. Наиболее привлекательным во дворце Джалал-Долы является приемная и одна из комнат, которые отражают архитектурный стиль времени. Комнаты имеют прочные высокие стены и сводчатые перекрытия. Подпружные арки, осуществленные отесанными клиньями, опираются на тонкие и искусно обработанные капители. Окна очень узкие и редкие. Конкретное число комнат не удалось выяснить, поскольку все они покрыты густой зарослью, деревьями и кустами малины. Проводить исследования без удаления зарослей невозможно.

Так было в конце XIX в. Но даже в этом состоянии комплекс, дает интересный материал для изучения архитектуры средневековых дворцовых ансамблей Армении и Арцаха.

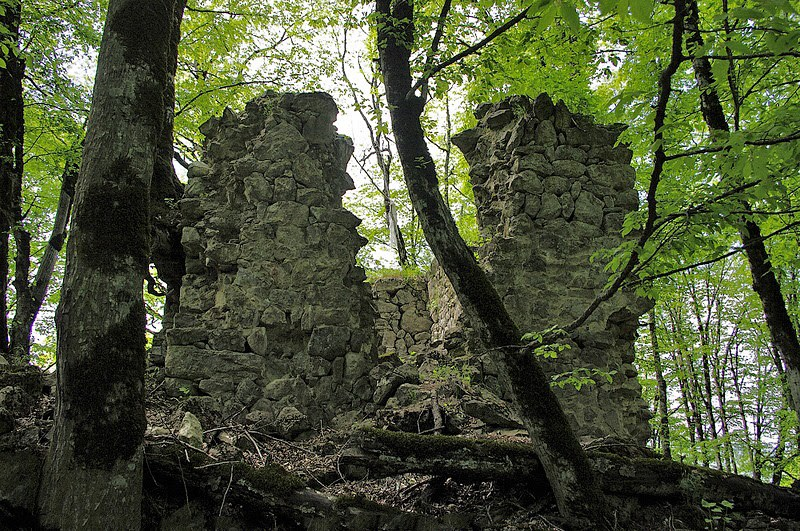
Стены дворца
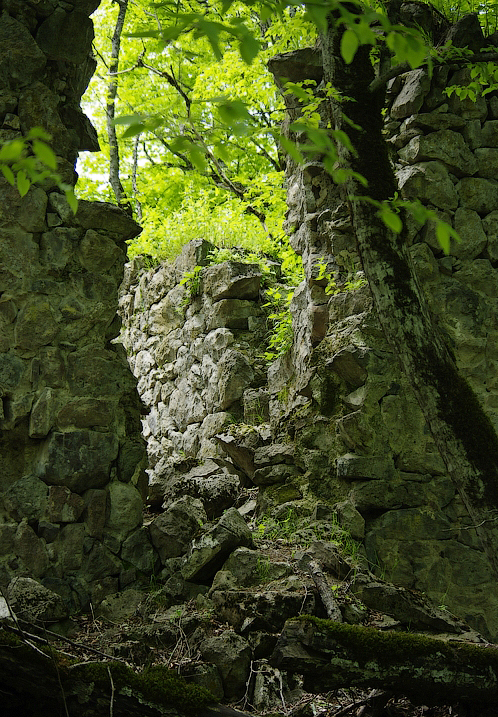
Стены комнат дворца
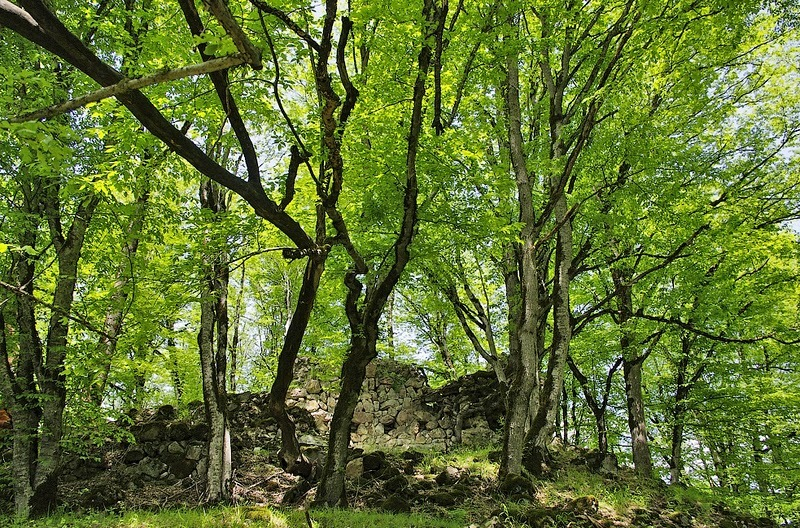
Остатки крепостных стен
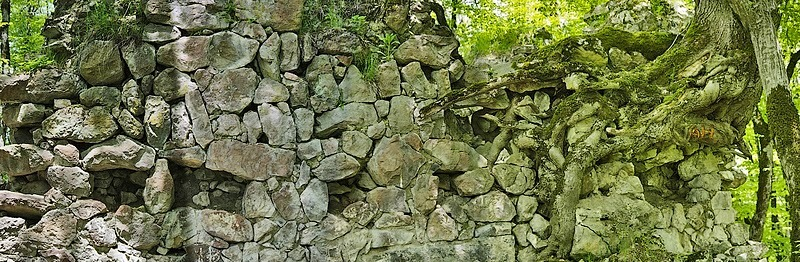
Остатки крепостных стен
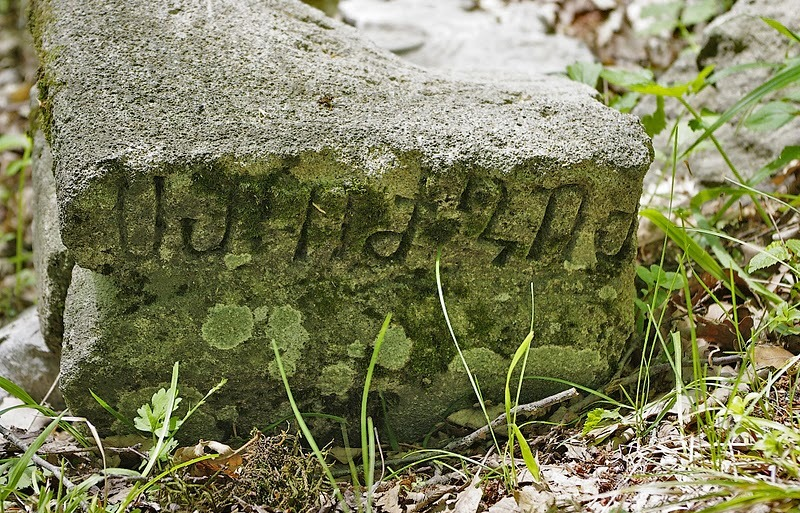
Фрагмент армянской надписи со стен

Судя по тем частям, которые сохранились от здания, свод (кровля) был кладкой крупных отесанных кварцевых камней. Свод разделен четырьмя подпружными арками. Западная арка опирается на широкую стену из двойной кладки, а остальные три делят всю залу, включая и маленькую комнату, расположенную в нише, на четыре равные части. Подпружные арки возведены из 2 — 3 рядов монолитных и равных по размеру клиньев, которые опирается на цилиндрические основания, разделяющие пояс. По мнению архитектора А. Гуляна, подпружная арка основной залы сооружена по принципу двухцентричной арки аналогично своду, поддерживающему купол монастыря Гандзасар. Большой зал связан с южной комнатой, которая является небольшим квадратным помещением со сводчатым перекрытием. В этих комнатах много различных ниш и каминов, что говорит о богатом убранстве дворца.
На южной части крепостной стены расположены много маленьких и средних двориков, на которых видны останки хозяйственных и других дворцовых строений.
Архитекторы дворца отвели много внимания большому двору, расположенному в северной части комплекса. Он занимает почти половину внутренней части крепостных стен. Прямо напротив парадного входа крепости, в нише западной части двора есть комната, которая, использовалась как сцена. Здесь во дворе совершались церковные обряды, проходили праздничные представления и судебные разбирательства. По очертаниям двора можно определить где была ложа крупных и влиятельных персон края, а где сидел простой народ, наблюдающий за действиями.
Внутри крепостных стен были также две христианские церкви базилики. К южной церкви пристроен маленький притвор, а к другой с западной стороны примыкает полностью развалившееся небольшое сооружение.
Особый интерес представляет кладбище с хачкарами и надгробными плитами XII—XIII вв. На хачкарах, датированных 1180, 1183 и 1228 годами, изображены всадники и пешие воины в полном вооружении.

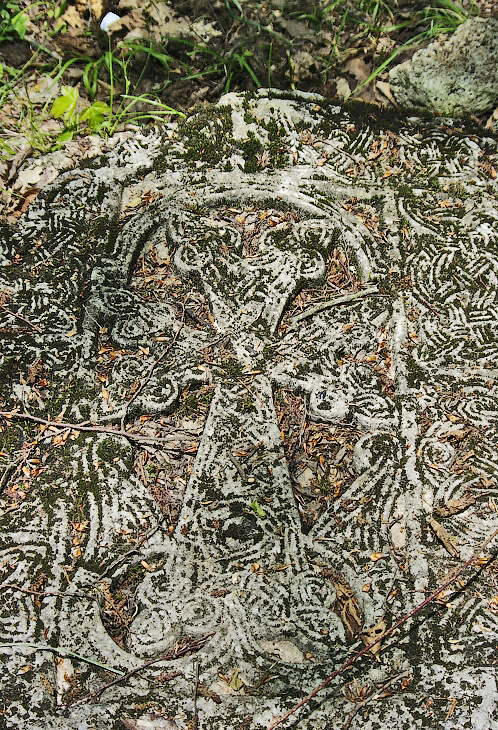
Хачкары дворца
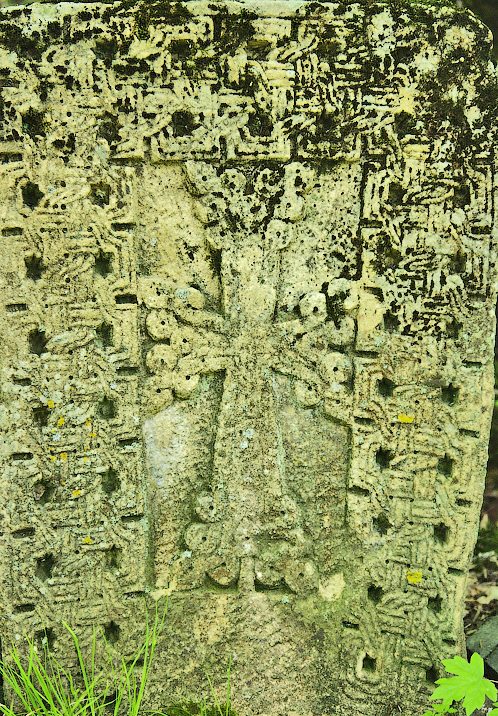
Хачкары дворца
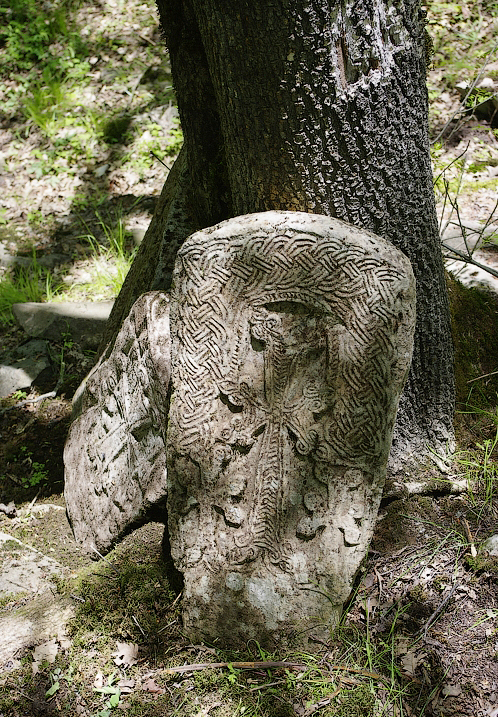
Хачкары дворца
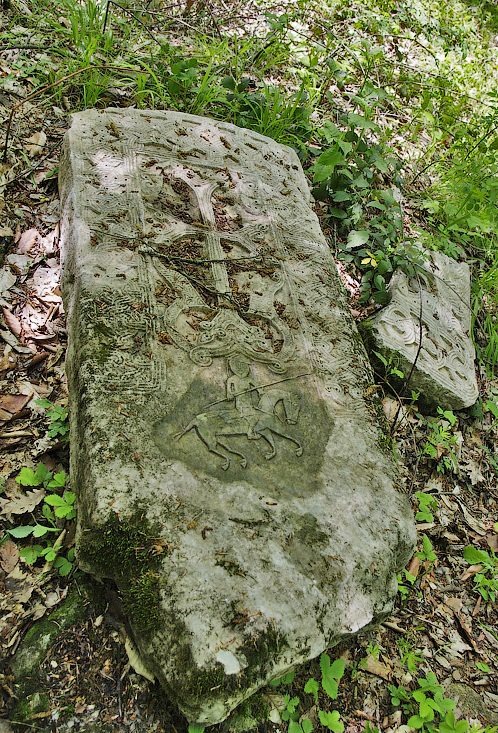
Хачкары дворца